# Cladotanytarsus cyrylae
Cladotanytarsus cyrylae is een muggensoort uit de familie van de dansmuggen (Chironomidae). De wetenschappelijke naam van de soort is voor het eerst geldig gepubliceerd in 2001 door Gilka.